# Tomba de Chetak
La Tomba de Chetak és un monument del Rajasthan, situat a 2 km a l'oest de Haldighati.

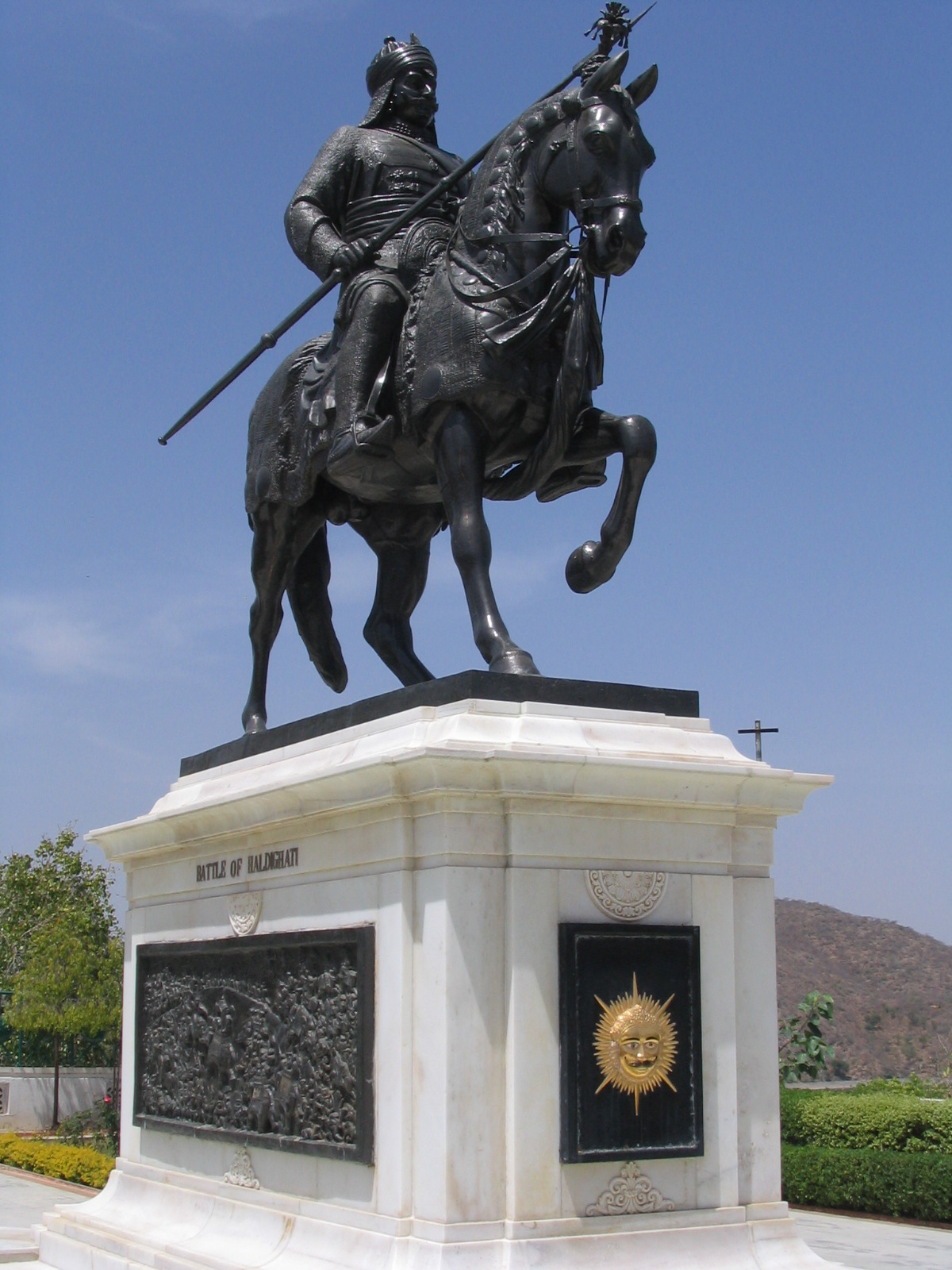
Estàtua de Rana Pratap cavalcant Chetak.

Chetak fou un cavall de la raça Marwari que va perdre una cama a la batalla de Haldighati (1576) però va aconseguir salvar al seu senyor, el maharana Pratap Singh, portant-lo fins aquest lloc, després de creuar un rierol, on va morir. El monument fou erigit en la seva memòria per Pratap. Al costat hi ha un temple de Xiva on el gran animal Chetak dorm el seu somni etern als peus del seu senyor Pashupatinath.